# Aloisius Palazzolo

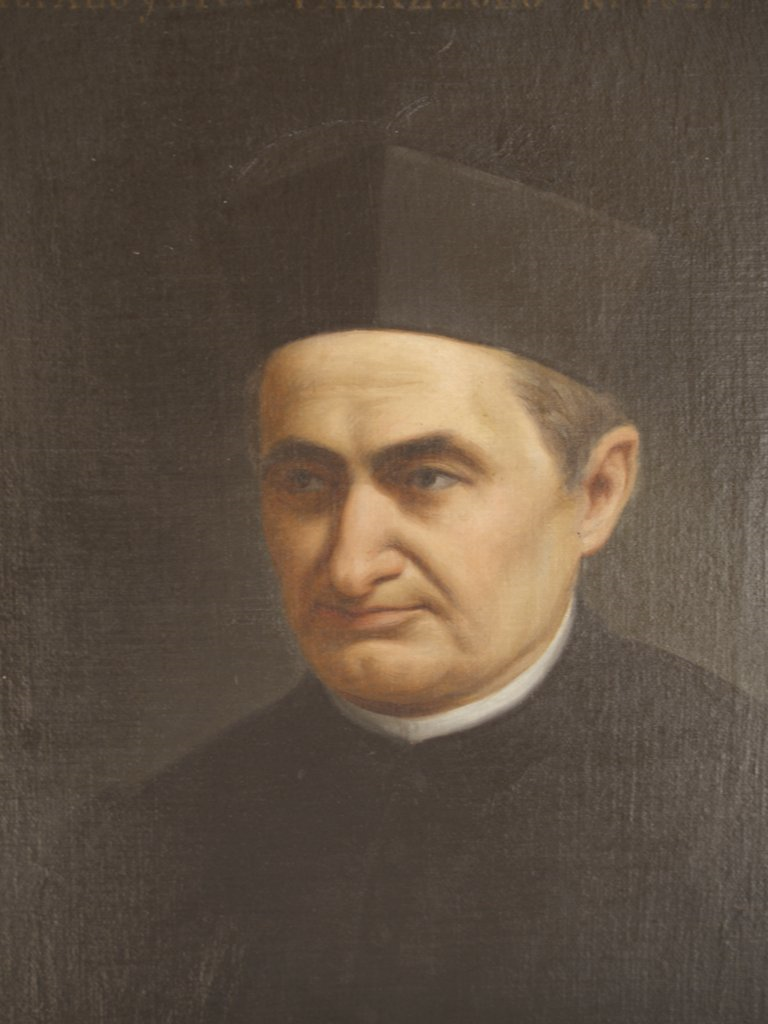
Aloisius Palazzolo

Aloisius Palazzolo (italienisch Luigi Maria Palazzolo) (* 10. Dezember 1827 in Bergamo, Lombardo-Venetien, Österreich; † 15. Juni 1886 ebenda, Italien) war ein Ordensgründer und ist ein Heiliger der römisch-katholischen Kirche.

## Leben
Aloisius Palazzolo studierte im Anschluss an seine Schulzeit Katholische Theologie und widmete sich nach seiner Priesterweihe besonders der Jugendseelsorge.
Im Jahre 1872 gründete er die Kongregation der „Brüder von der heiligen Familie“. Deren Tätigkeit bestand in der Hilfe und Ausbildung notdürftiger Waisenkinder, darüber hinaus widmeten sich die Ordensmitglieder der Jugendseelsorge. Diese Institution wurde 1928 aufgelöst und ging in der Kongregation der Heiligen Familie von Bergamo auf. Während die von ihm und Teresa Gabrieli gegründete Kongregation Schwestern der Armen weiterhin tätig ist.
Aus einer Abendschule, die von ihm ins Leben gerufen wurde, ging im Laufe der Jahre die Katholische Aktion im Bistum Bergamo hervor. Papst Johannes XXIII. sprach Aloisius Palazzolo am 19. März 1963 selig. Im anschließenden Heiligsprechungsverfahren erkannte Papst Franziskus am 28. November 2019 ein seiner Fürsprache zugeschriebenes Wunder als letzte Voraussetzung für die Heiligsprechung an. Die Heiligsprechung durch Papst Franziskus fand am 15. Mai 2022 statt.